# حياة أكثر جمالا
حياة أكثر جمالا (بالفرنسية: Plus belle la vie)‏ هو مسلسل دراما تم إنتاجه في فرنسا. بدأ عرضه في سنة 2004. بلغ عدد مواسم المسلسل 13 موسما، بلغ عدد حلقاته 3340 حلقة، وتبلغ مدة الحلقة الواحدة 24 دقيقة. تم بث المسلسل لأول مرة بتاريخ 30 أغسطس 2004. من بطولة كوليت رينارد، سيسيليا هورنوس، سيلفي فليب ومايكل كورديس. يركز المسلسل على الحياة اليومية لسكان «لو ميسترال» وهو حي خيالي في مدينة مرسيليا، حيث تتعايش الأسر الغنية والأقل ثراء. ويركز على تطور حياتهم، الحب والصداقات، وعلى الجرائم الجنائية التي يكون بعض سكان الحي طرفا فيها.

## طاقم العمل
- تيا دياني

## روابط خارجية
- حياة أكثر جمالا على موقع IMDb (الإنجليزية)
- حياة أكثر جمالا على موقع كينوبويسك (الروسية)
- حياة أكثر جمالا على موقع ألو سيني (الفرنسية)
- حياة أكثر جمالا على موقع قاعدة بيانات الفيلم (الإنجليزية)